# Natalia Gordienko
Natalia Gordienko (em ucraniano: Наталія Гордієнко, também escrito Gordienco; Chişinău, 11 de dezembro de 1987) é uma cantora e dançarina moldava. Ao lado de Arsenium e Connect-R, representou a Moldávia no Festival Eurovisão da Canção 2006 com a música "Loca" que ficou em 20º lugar. Natalia foi selecionada para representar a Moldávia no Festival Eurovisão da Canção de 2020 com a música "Prison"; no entanto, a edição daquele ano foi cancelada devido à pandemia de COVID-19. A cantora foi selecionada para representar o país no festival de 2021 com a canção "Sugar".

## Biografia
Natalia nasceu em Chișinău a 11 de dezembro de 1987. Ela é descendente de ucranianos. Gordienko cantou no coral da escola, estudou piano na escola de música e dançou no conjunto de dança da escola por dez anos. Aos 15 anos, começou a participar de competições de música.

### Carreira Musical e Eurovisão
Em 2005, Natalia tornou-se vocalista da banda Millennium. No mesmo ano, na seleção nacional para o Calea Victoriei, a sua banda ficou em 3.º lugar e foram convidados da competição internacional Golden Stag na Roménia em 2005.
A 20 de maio de 2006, ela representou a Moldávia ao lado do Arsenium e do Connect-R com a canção Loca no Festival Eurovisão da Canção de 2006. A canção ficou em 20.º lugar com 24 pontos.
Em 2009 Natalia iniciou um projeto chamado DJ Star, no qual ela se experimentou como DJ. No ano seguinte, Natalia lançou seu 1º álbum "Time", e em 2011 seu 2º álbum "Cununa de Flori".
Em 2015, Gordienko lançou seu novo single "Summertime" com a Fly Records, selo de Tudor e Dan do Fly Project.
Ela representaria a Moldávia no Festival Eurovisão da Canção de 2020 que iria ser realizado em Roterdão, Países Baixos, com a música "Prison". Esta teria sido sua segunda vez no concurso e a primeira vez como cantora, mas a edição de 2020 seria cancelada devido à pandemia de COVID-19. Posteriormente, foi confirmado que Natalia representaria o país na edição de 2021.
Natalia participou da segunda semifinal da edição de 2021 da Eurovision, classificando a Moldávia no 7º lugar e se qualificando para participar da grande final. Ao fim, "Sugar" terminou no 13º lugar dentre as 26 canções que participaram da final. O vídeo no YouTube que registra sua performance chegou à marca de 2,4 milhões de visualizações em outubro de 2021.

## Competições
Gordienko participou nestas competições e ganhou os seguintes prémios:
- Competição nacional - A música na estação nacional Radio Moldova em 2003 - 2.º lugar.
- Competição nacional - The Star Of Kishinev em 2003 - grande prémio.
- Competição nacional - Miss Teenager em 2004 - grande prémio.
- Festival Internacional - Rainbow Stars em Jūrmala, Letónia em 2003.
- Competição internacional - Sevastopol-Ialta na Ucrânia em 2004 - 1.º lugar.
- Competição internacional - Delfice Games em 2004 - 1.º lugar.
- Competição internacional - Heart Of Two Twins em 2004 - 1.º lugar.
- Competição internacional - Songs Of The World em 2005 - 1.º lugar.
- Competição internacional - Our Native Edge em 2005 - grande prémio.
- Competição internacional - Festival Eurovisão da Canção em 2006 - 20.º lugar.
- Competição internacional - Slavianski Bazaar em 2006 - grande prémio.
- Competição internacional - New Wave em 2007 - 1.º lugar.
- Competição internacional - Campeonato Mundial de artes cénicas em 2008 - medalha de ouro pela voz.

## Discografia

### Singles
| Título                              | Ano  | Melhor Posição nos Charts | Album             |
| Título                              | Ano  | CIS                       | Album             |
| ----------------------------------- | ---- | ------------------------- | ----------------- |
| "Loca" (com Arsenium and Connect-R) | 2006 | 186                       | Non-album singles |
| "Summertime"                        | 2015 | —                         | Non-album singles |
| "Habibi" (featuring Mohombi)        | 2016 | —                         | Non-album singles |
| "Blizko" (featuring Irakli)         | 2016 | 245                       | Non-album singles |
| "Pyanaya"                           | 2017 | 283                       | Non-album singles |
| "Cheia"                             | 2017 | —                         | Non-album singles |
| "Dus cu apa rece"                   | 2018 | —                         | Non-album singles |
| "Arividerči"                        | 2018 | —                         | Non-album singles |
| "Prison"                            | 2020 | —                         | Non-album singles |
| "In Ochii Tai"                      | 2020 | —                         | Non-album singles |
| "Sugar"                             | 2021 | 150                       | Non-album singles |
| "Tuz bubi"                          | 2021 | —                         | Non-album singles |